# 我らの金正日同志
「我らの金正日同志」（われらのキムジョンイルどうし、朝鮮語: 우리의 김정일동지）は、朝鮮民主主義人民共和国（北朝鮮）の楽曲。

## 概要
作詞：リュ・ドンホ（류동호）、作曲：黄鎮泳（황진영）により1994年に発表された。
金日成の死後、金正日が最高指導者（中央委員会総書記）に就任したことを記念して制作された楽曲である。
朝鮮中央テレビの放送終了時に流されていたことで知られている。また、北朝鮮では一般的な歌曲の一つとして唄われていたことが報じられている。